# Elizabeth Robertson

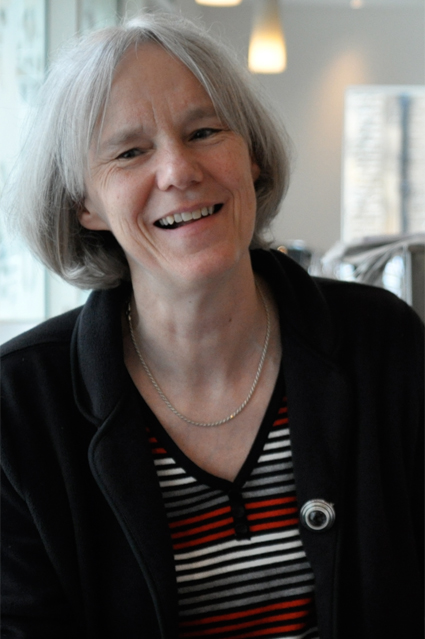
Elizabeth Robertson, 2011

Elizabeth „Liz“ Jane Robertson (* 3. Juli 1957 im Vereinigten Königreich) ist eine britische Genetikerin und Entwicklungsbiologin.

## Leben
Elizabeth Robertson wuchs zum Teil im Dschungel von Nigeria auf, wo ihr Vater in einer internationalen Forschungsstation arbeitete. Als Elizabeth acht Jahre alt war, kehrte die Familie nach Oxford zurück, wo sie weiter dem Vater bei dessen Experimenten mit Gelelektrophorese zusehen konnte.
Robertson erwarb einen Bachelor und einen Master an der University of Oxford und einen Ph.D. in Genetik bei dem späteren Nobelpreisträger Martin Evans an der University of Cambridge, wo sie auch als Postdoktorandin arbeitete.
Ihre erste Professur (Assistant Professor, dann Associate Professor) für Genetik und Entwicklungsbiologie führte Robertson an die Columbia University in New York City. Anschließend war sie ab 1992 zwölf Jahre lang Professorin für Molekular- und Zellbiologie an der Harvard University in Boston, Massachusetts, bevor sie auf die Professur für Entwicklungsbiologie an die University of Oxford wechselte.

## Wirken
Gemeinsam mit dem Studenten Allan Bradley konnte Robertson embryonale Stammzellen (ES) in frühe Embryonen einschleusen und zeigen, dass diese chimären Tiere Keimzellen (Gameten, also Spermien oder Eizellen) aus der Nachkommenschaft der embryonalen Stammzelle enthalten. Tiere, die aus der Vereinigung dieser Gameten entstanden, trugen dann nur noch genetisches Material der ES. Da sich ES in Zellkultur relativ leicht genetisch manipulieren lassen, können mit dieser Technik Tiere erschaffen werden, die annähernd jedes gewünschte Gen in sich tragen. 1986 gelang die Erzeugung chimärer Mäuse, 1989 die Erzeugung fortpflanzungsfähiger Tiere, die eine gewünschte Mutation in sich trugen. In der Folge wurden weltweit ungezählte „Design“-Tiere geschaffen, zum Beispiel um bestimmte Erkrankungen des Menschen zu simulieren.
Robertsons Arbeitsgruppe untersucht heute an der Genetik des Modellorganismus der Maus Zell-Interaktionen der Säugetier-Entwicklung und Immunerkennung. Durch gezielte Manipulationen an embryonalen Stammzellen werden bedingte Mutationen, Knock-in-Allele, Zellmarkierungen und Manipulationen an der Expression von Signalmolekülen unter physiologischen Bedingungen ausgeführt. Aktuelle Forschungsgebiete (Stand 2014) sind: Signalwege des TGF-β bei der Ausrichtung der frühen embryonalen Körperachse und bei der Organogenese, Kontrolle der Transkription bei der Entstehung des Mesoderm und der Differenzierung des Entoderm, embryonale Kontrolle der Zellentwicklung durch den Zinkfingerprotein-Transkriptionsfaktor Blimp1 und Beziehungen zwischen Teilketten von Chaperonen und dem Haupthistokompatibilitätskomplex.

## Auszeichnungen (Auswahl)
- 2002 Mitglied der European Molecular Biology Organisation (EMBO)[2]
- 2003 Mitglied der Royal Society[3]
- 2007 Pearl Meister Greengard Prize (gemeinsam mit Gail R. Martin und Beatrice Mintz)[4]
- 2008 Edwin G. Conklin Medal der Society for Developmental Biology[5]
- 2011 Mitglied der Academia Europaea[1][6]
- 2016 Royal Medal
- 2021 Mitglied der National Academy of Sciences